# 374710 ʻOʻo
374710 ʻOʻo è un asteroide della fascia principale. Scoperto nel 2006, presenta un'orbita caratterizzata da un semiasse maggiore pari a 2,331112 UA e da un'eccentricità di 0,125058, inclinata di 1,287129° rispetto all'eclittica.
Fa parte della famiglia di asteroidi Massalia.
L'asteroide è dedicato al genere di uccelli Moho, al quale appartengono le quattro specie estinte di ʻoʻo.